# Wyszewicze
Wyszewicze (biał. Вішавічы; ros. Вишевичи) – wieś na Białorusi, w obwodzie brzeskim, w rejonie pińskim, w sielsowiecie Pinkowicze, nad Piną. Od zachodu graniczy z Pińskiem.
Wyszewicze przecina droga republikańska R8. Północną granicę wsi stanowi linia kolejowa Łuniniec – Żabinka.

## Historia
W czasie wojny polsko-radzieckiej wieś została zdobyta przez Wojsko Polskie m.in. dzięki bohaterskiemu czynowi szer. Teofila Koruby, który za ten czy został doceniony Krzyżem Walecznych. W okresie dwudziestolecia międzywojennego Wyszewicze wchodziły w skład II Rzeczypospolitej leżały w województwie poleskim, w powiecie pińskim, w gminie Pinkowicze.
Podczas II wojny światowej dwóch policjantów z wyszewickiego posterunku: komendant Adolf Herman oraz posterunkowy Wojciech Zając, zostało zamordowanych przez Sowietów. Ich nazwiska widnieją na liście ofiary zbrodni katyńskiej zamordowanych w Kalininie.
Po II wojnie światowej wieś włączona w granice Związku Socjalistycznych Republik Radzieckich. Od 1991 w Białorusi.